# A̋
A̋ (małe litery: a̋) lub podwójny ostry akcent – grafem używany w piśmie wschodniego Dana oraz w kilku latynizacjach, takich jak ISO 9 lub tajwański system latynizacji. Jest to litera A ze znakiem diakrytycznym z podwójnym ostrym akcentem.

## Użycie
Litera a̋ jest używana w pisowni wschodniego Dan w pisowni z 2014 r., w której reprezentuje otwartą, niezaokrągloną samogłoskę o bardzo wysokim tonie.
A̋ jest używane w piśmie Taos z pisownią George'a L. Tragera, przy czym podwójny ostry akcent reprezentuje ton wysoki i akcent toniczny.
Litera a̋ jest używana w pismach Chatino de Zacatepec.
Konwersja pisma transliteracji alfabetu cyrylicy ISO 9 wykorzystuje „a̋” do reprezentowania litery "szwa".